# Condado de Penobscot
O Condado de Penobscot (em inglês:  Penobscot County) é um dos 16 condados do estado americano do Maine. A sede e cidade mais populosa do condado é Bangor. Foi fundado em 1816, absorvendo parte do Condado de Hancock quando a área ainda fazia parte de Massachusetts. O condado abriga a Universidade do Maine.
Com mais de 152 mil de habitantes, de acordo com o censo nacional de 2020, é o terceiro condado mais populoso e o nono mais densamente povoado do estado. Pouco mais de 11% da população do Maine vive no Condado de Penobscot. O condado compreende a área estatística metropolitana de Bangor, ME.

## Geografia
De acordo com o Departamento do Censo dos Estados Unidos, o condado possui uma área de 9 212,7 km², dos quais 8 798,7 km² estão cobertos por terra e 414,0 km² (4,5%) por água.

### Condados adjacentes
- Condado de Aroostook – norte
- Condado de Washington – sudeste
- Condado de Hancock – sul
- Condado de Waldo – sudoeste
- Condado de Somerset – oeste
- Condado de Piscataquis – noroeste

### Área Protegida Nacional
- Refúgio Nacional de Vida Selvagem de Sunkhaze Meadows

## Localidades

### Cidades
- Bangor (sede do condado)
- Brewer
- Old Town

### Vilas
- Alton
- Bradford
- Bradley
- Burlington
- Carmel
- Charleston
- Chester
- Clifton
- Corinna
- Corinth
- Dexter
- Dixmont
- East Millinocket
- Eddington
- Edinburg
- Enfield
- Etna
- Exeter
- Garland
- Glenburn
- Greenbush
- Hampden
- Hermon
- Holden
- Howland
- Hudson
- Kenduskeag
- Lagrange
- Lakeville
- Lee
- Levant
- Lincoln
- Lowell
- Mattawamkeag
- Maxfield
- Medway
- Milford
- Millinocket
- Mount Chase
- Newburgh
- Newport
- Orono
- Orrington
- Passadumkeag
- Patten
- Plymouth
- Springfield
- Stacyville
- Stetson
- Veazie
- Winn
- Woodville

### Plantations
- Carroll Plantation
- Drew Plantation
- Seboeis Plantation
- Webster Plantation

### Regiões censo-designadas
- Bradley
- Corinna
- Dexter
- East Millinocket
- Hampden
- Howland
- Lincoln
- Mattawamkeag
- Milford
- Millinocket
- Newport
- Orono
- Patten

### Territórios não organizados
- Argyle
- East Central Penobscot
- Kingman
- North Penobscot
- Prentiss
- Twombly Ridge
- Whitney

### Reservas indígenas
- Penobscot Indian Island Reservation

## Demografia
Desde 1900, o crescimento populacional médio do condado, a cada dez anos, é de 6,1.

### Censo 2020
Segundo o censo nacional de 2020, o condado possui uma população de 152 199 habitantes e uma densidade populacional de 17,3 hab/km². Houve uma redução populacional na última década de -1,1%. É o terceiro condado mais populoso e o nono mais densamente povoado do Maine.
Possui 74 878 residências que resulta em uma densidade de 8,5 residências/km² e um aumento de 1,4% em relação ao censo anterior. Deste total, 14,2% das unidades habitacionais estão desocupadas. A média de ocupação é de 2,4 pessoas por residência.
Existem 63 073 famílias no condado e 8,3% da população não possui cobertura de plano de saúde. A renda familiar média é de 52 128 dólares e a taxa de emprego é de 57,8%. Existem 4 118 estabelecimentos empregadores no condado e 28,6% dos habitantes possuem diploma de nível superior.